# Ballistics
Ballistics es un videojuego de carreras futuristas para PC, desarrollado por GRIN y distribuido por Xicat Interactive en 2001. GRIN desarrollo una versión arcade de este juego, distribuido en 2002 con un único asiento reclinado por Triotech Amusement. Los jugadores corren a través de siete diferentes pistas en diferentes ligas contra otros competidores sobre motos aéreas de alta velocidad.
El juego fue el primero en ser lanzado por GRIN, y presentó la primera versión del motor de juego Diesel. GRIN trabajó en estrecha colaboración con NVIDIA para luego incorporar las nuevas tecnologías en el juego, y fue comercializado como uno de los títulos de insignia para la serie GeForce 3 de tarjetas de video.
La reacción crítica fue en general favorable, con los reseñadores estando impresionados por la belleza de los gráficos y la emocionante representación de la velocidad. Estaban sin embargo, decepcionados levemente con la naturaleza superficial de la jugabilidad. Una nueva versión del juego de arcade fue lanzado en 2003, incorporando la tecnología de simulador de movimiento en la máquina de arcade.